# رهسپار جنوب
رهسپار جنوب (انگلیسی: Goin' South) یک فیلم کمدی وسترن به کارگردانی و بازیگری جک نیکلسون می باشد که در سال 1978 منتشر شده است.